# Sebastes chrysomelas
Sebastes chrysomelas is een straalvinnige vissensoort uit de familie van schorpioenvissen (Sebastidae). De soort is voor het eerst wetenschappelijk beschreven in 1881 door Jordan & Gilbert.